# Parc d'État de Goosenecks
Le parc d'État de Goosenecks (anglais : Goosenecks State Park) est un parc naturel américain situé dans l'Utah, parcouru par la rivière San Juan. Situé à l'extrème est de la Glen Canyon National Recreation Area, ce parc est avant tout un point de vue spectaculaire surplombant un profond méandre où se faufile la rivière San Juan.

## Description
Du bord de cette incision de 305 mètres de profondeur, la vue du bord de la falaise est spectaculaire sur ce canyon en forme de "cous d'oies" (goosenecks). Ce chef-d'œuvre de la nature a été sculpté par l'érosion due à l'eau, au vent et au gel. Il n’y a pas de sentiers de randonnée aménagés dans le parc mais le Honaker Trail, à quelques kilomètres au nord-ouest, permet d’accéder à la rivière San Juan,.
Le parc a reçu 55 000 visiteurs en 2022.
Le parc a reçu la désignation Réserve de ciel étoilé par l’International Dark-Sky Association en mars 2021.

## Galerie

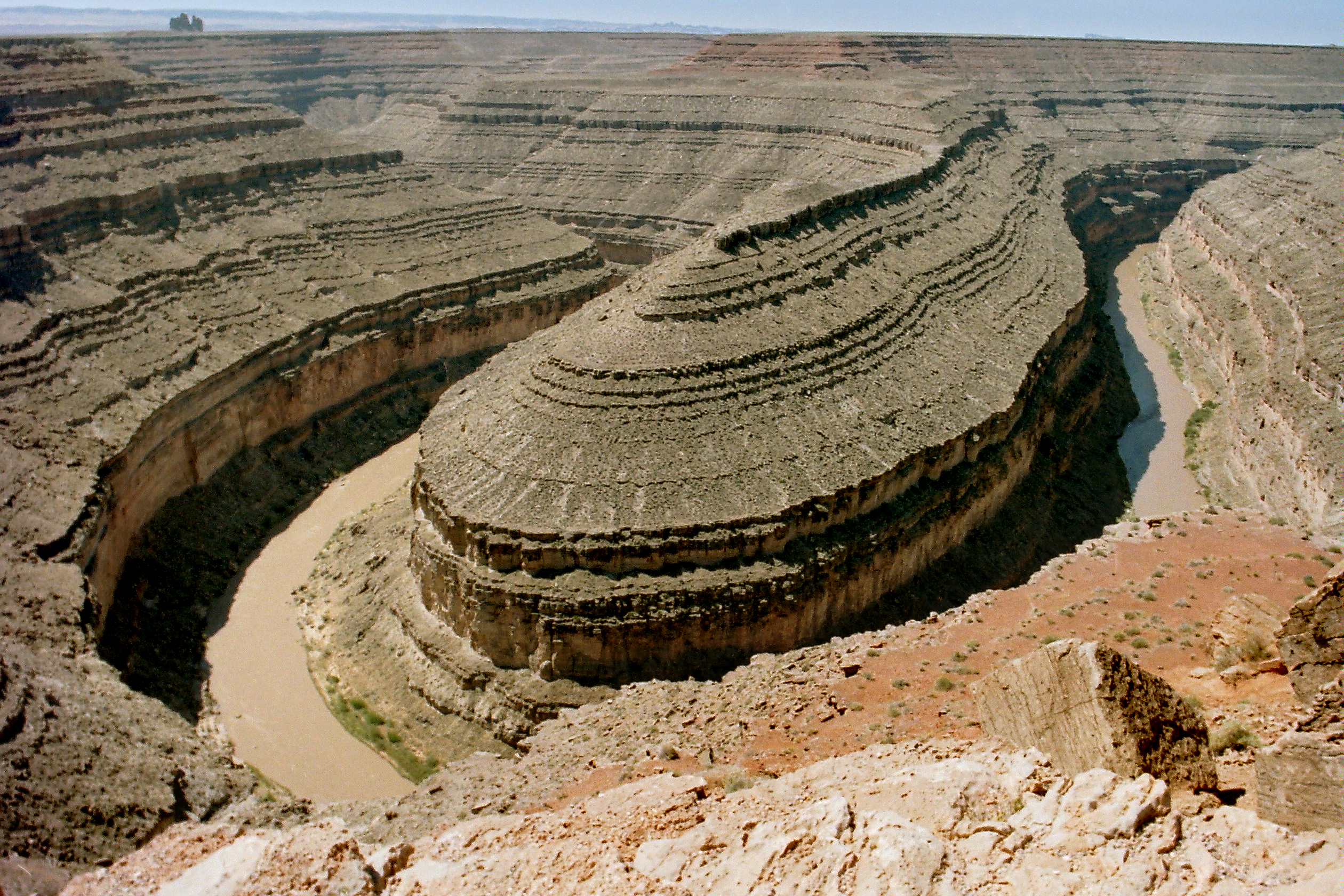
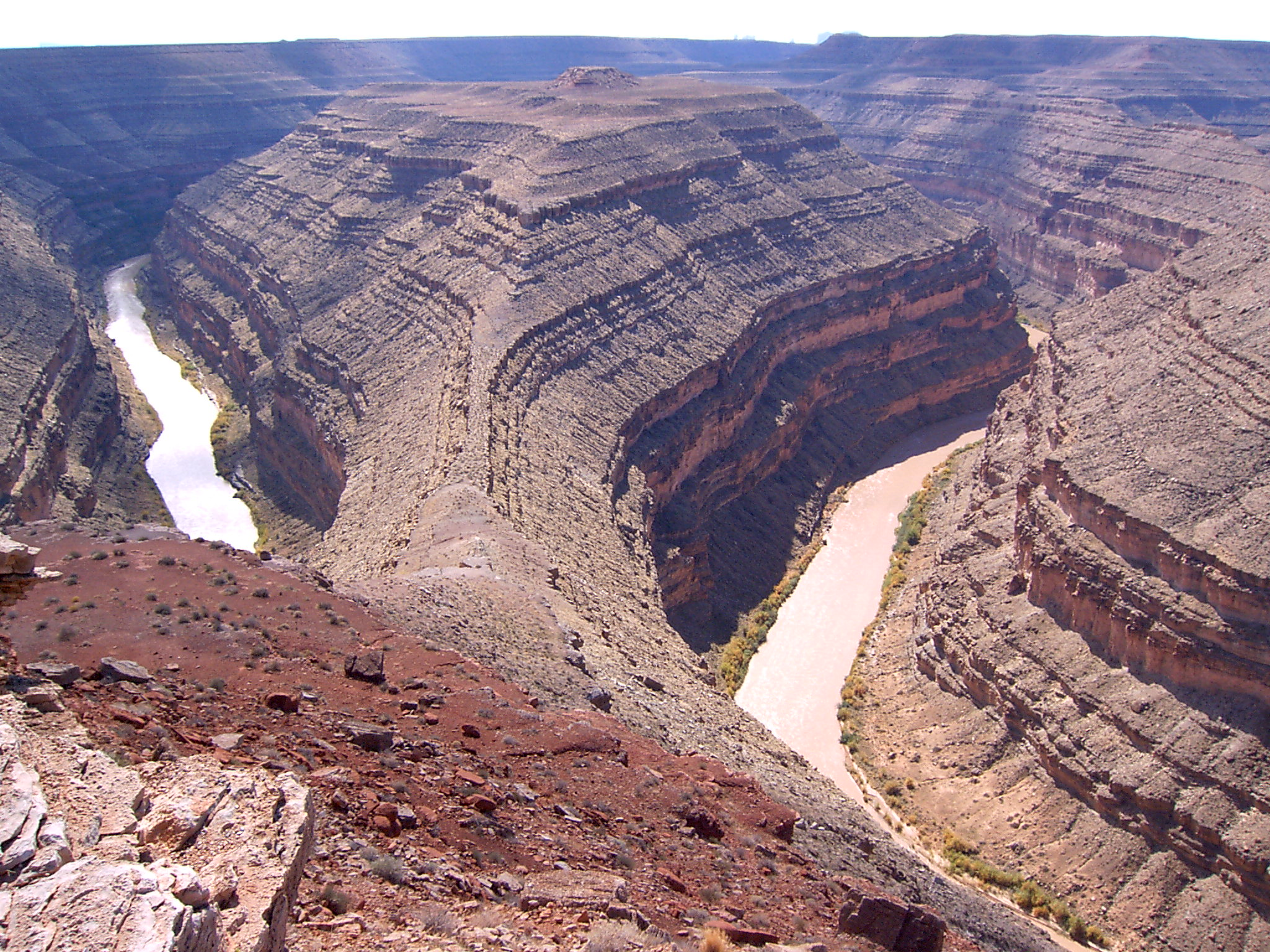
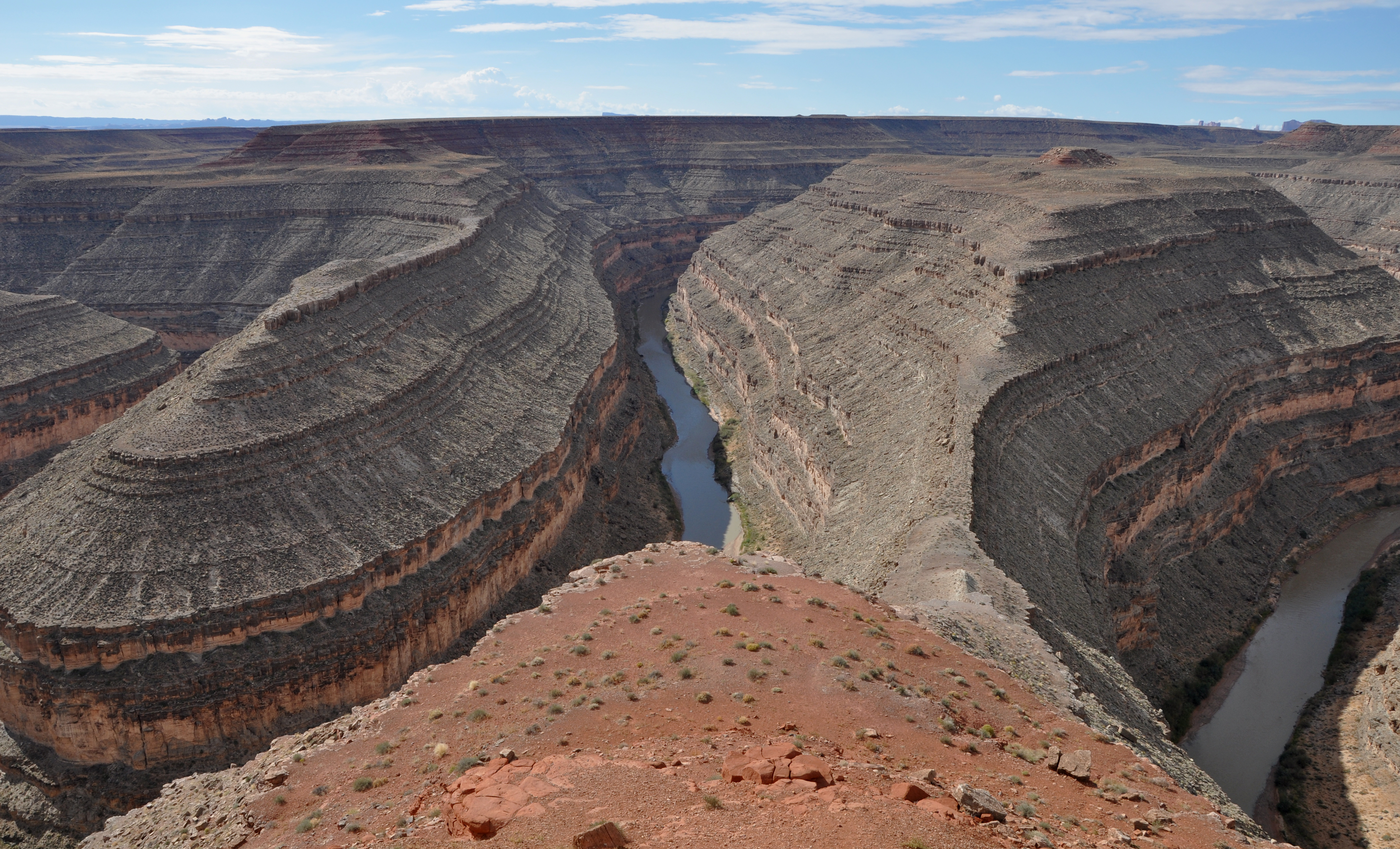

## Références

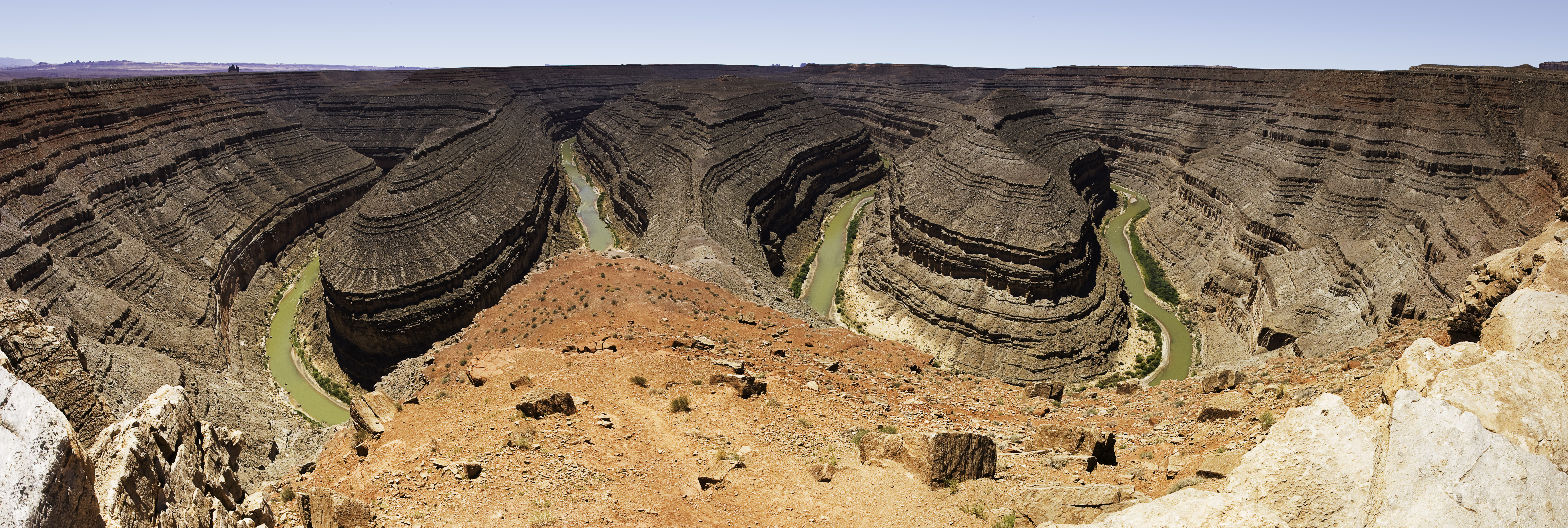
Panorama